# Colobothea vidua
Colobothea vidua är en skalbaggsart som beskrevs av Bates 1865. Colobothea vidua ingår i släktet Colobothea och familjen långhorningar.
Artens utbredningsområde är:
- Guatemala.
- Honduras.

Inga underarter finns listade i Catalogue of Life.